# حسن الحانيني
الشيخ حسن بن علي بن أحمد العاملي الحانيني. عالم دين شيعي، أديب وشاعر

## نسبه
هو حسن بن علي بن حسن بن أحمد بن محمود العاملي الكونينى الشهير بالحانيني.

## دراسته وأساتذته
ولد في قرية كونين، ونشأ فيها، قرأ على أبيه وعلى جماعة من العلماء العامليين ثم سكن حانين ومات فيها.

## أساتذته
1. الشيخ نعمة الله بن أحمد بن خاتون
2. الشيخ مفلح بن علي العاملي الكونيني: توفي في العام 1152 هجرية. له حاشية على شرائع الإسلام وله رسائل أخرى. قرأ على الشيخ حسن صاحب المعالم وهو أستاذ الشيخ حسن الحانيني.[3]
3. الشيخ إبراهيم الميسي.
4. الشيخ أحمد بن سليمان العاملي.
5. الشيخ حسن صاحب المعالم (ابن الشهيد الثاني)

## مؤلفاته
له عدد من المؤلفات منها:
1. حقيبة الأخبار وجهينة الأخبار في التاريخ.
2. نظم الجمان في تاريخ الاكابر والأعيان.
3. رسالة سماها فرقد الغرباء وسراج الأدباء.
4. رسالة في الشفاعة.
5. رسالة في النحو.
6. ديوان شعر يقارب سبعة آلاف بيت.

## شعره
كان حسن القريحة ومن شعره:
لنا في هوى ذات الوشاح مقاصد * * * وفي خالها للعاشقين مراصد
على حبها نحيا ونحشر في الهوى * * * ونحن على ميثاقها نتعاهد
يقد قلوب الاسد مائس قدها * * * وللصيد منها للجفون مصائد
موردة الخدين دعجاء طفلة * * * برهرهة خمصانة البطن ناهد
غريرة حسن هام عند جمالها * * * وطيب شذاها مستقيم وفاسد
تعلمت البيض البواتر فتكها * * * ومن لينها سمر الرماح موائد

## وفاته
كانت وفاته سنة خمس وثلاثين بعد الألف (1035 هجرية) في قرية حانين، وقد دفن فيها.